# Bunium badghysi
Bunium badghysi là một loài thực vật có hoa trong họ Hoa tán. Loài này được (Korovin) Korovin mô tả khoa học đầu tiên năm 1950.